# Фіброволокно

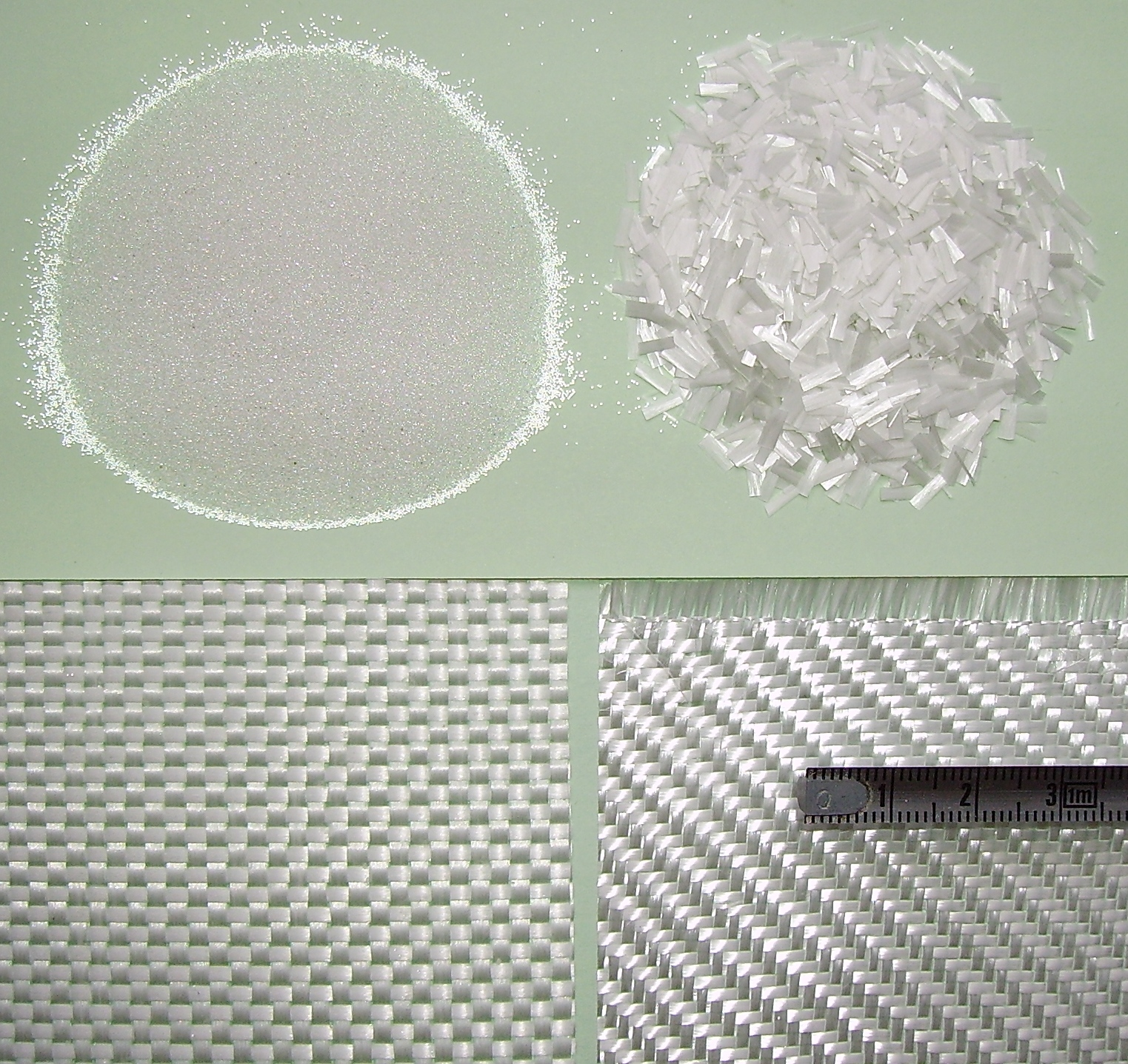
Словолокно в різних формах - тонкодисперсне, нарізане або на тканині.

Фіброволокно - сучасний матеріал, здатний замінити металеву арматуру в залізобетоні, а також входить до складу передових будівельних композитних матеріалів. Фіброволокно - найтонше синтетичне волокно (мікрофібра), що отримується з гранул високомодульного термопластичного полімеру (наприклад, поліпропілену), шляхом екструзії і подальшої структурної модифікації (витягування уздовж).

## Застосування
- Фіброволокно застосовують як багатофункціональний мікроармуючий компонент композицій на основі цементу та бетону. Таким чином фіброволокно виступає в ролі мікроарматури в складі бетонних конструкцій. Фібробетон (армований фіброволокном бетон) володіє значними перевагами в порівнянні із звичайним бетоном. Велика ступінь опору до утворення тріщин фібробетону сприяє збільшенню його міцності при стисканні, розтягненні і вигині, забезпечує водонепроникність. Фібробетони мають високу морозостійкість, високу їх стійкість до проникнення води і хімічних речовин.

- Поліефірне фіброволокно входить до складу композитних панелей за участю скловолокна і мінеральних присадок. Отриманий на основі таких композитів, пластик міцний, стійкий до згинальним навантаженням і впливу вологи. Крім облицювальних панелей, композит на основі поліефірних смол, армованих скловолокном, використовується для виготовлення корпусів катерів і яхт.

- Фіброволоконний матеріал використовується як основа виробництва віконних і дверних профілів. Конструкція з додаванням фіброволокна дозволяє відмовитися від сталевого армування профільної системи, зберігаючи при цьому жорсткість на скручування.

## Інтернет-ресурси
- Сайдинг из фиброволокна завоевывает рынок